# Văn phòng báo chí giải phóng động vật

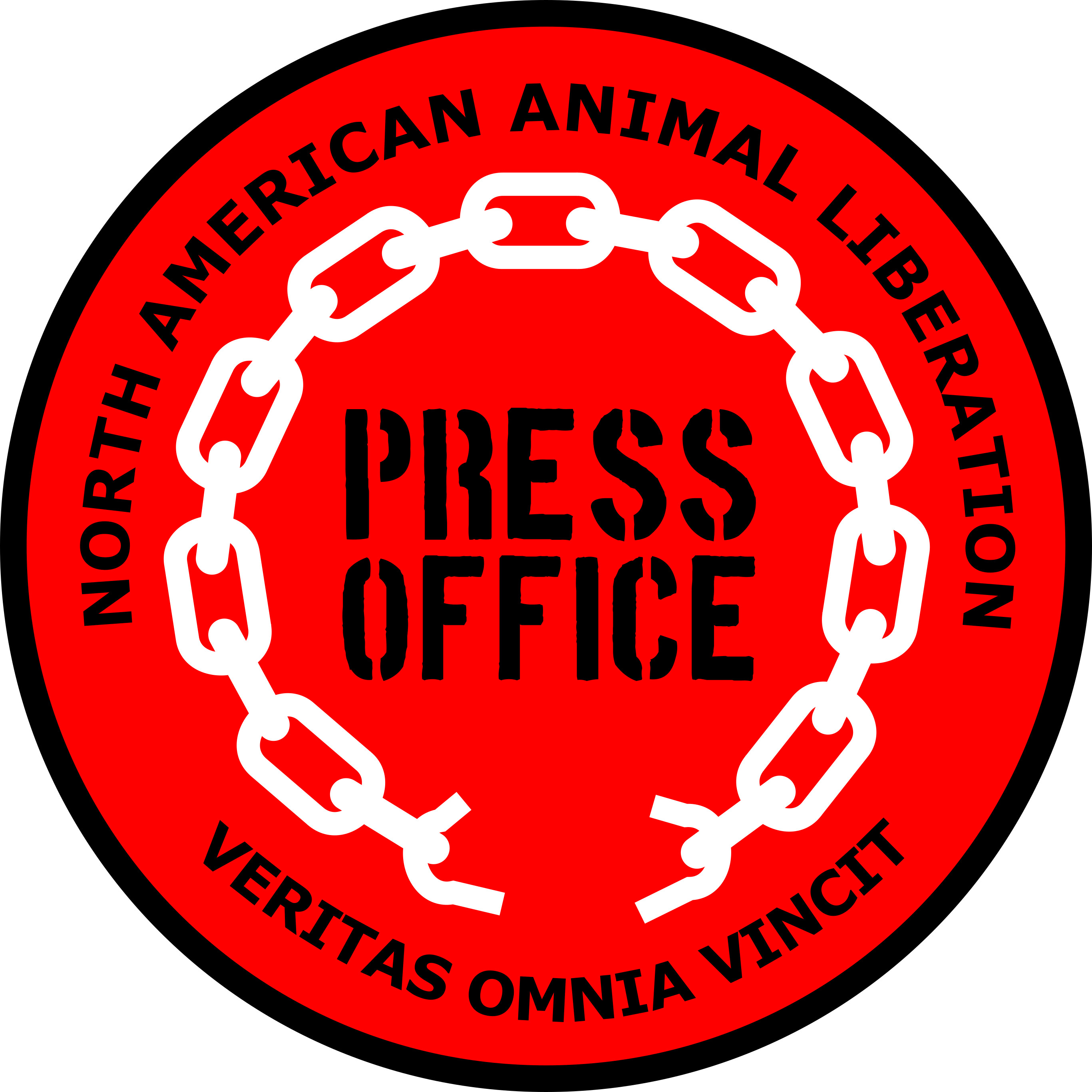
Logo Văn phòng Báo chí Giải phóng Động vật Bắc Mỹ.

Văn Phòng Báo Chí Giải Phóng Động Vật là nơi tiếp nhận và công khai những thông cáo nặc danh, hình ảnh và video tới giới truyền thông về hành động trực tiếp được thực hiện bởi Mặt trận giải phóng động vật (ALF), Lực lượng dân quân quyền động vật (ARM), Lữ đoàn giải phóng động vật (ALB), Bộ Tư pháp, và các cuộc kháng chiến không người lãnh đạo khác trong phong trào giải phóng động vật.  Văn phòng tuyên bố rằng sẽ " giải thích và tìm cách biện hộ cho bất kỳ hành động nào, bất kể đó là gì", miễn là nó được thực hiện "với ý định chân thành giúp ích cho việc giải phóng động vật."  Văn phòng báo chí Bắc Mỹ cũng bao gồm một bản tin, danh sách tù nhân và trang hàng hóa.
Chức năng, nhiệm vụ của văn phòng báo chí giải phóng động vật là tiếp nhận yêu cầu trách nhiệm từ các tế bào ẩn danh và các nhân viên của văn phòng "không tham gia vào các hoạt động bất hợp pháp, và cũng không biết danh tính của bất kỳ cá nhân nào". Ngược lại, một thẩm phán tòa án tối cao nước Anh đã mô tả nhân viên báo chí Robin Webb là một "nhân vật trung tâm và then chốt" trong ALF.

## Văn phòng

### Vương quốc Anh
Văn phòng báo chí đầu tiên được thành lập tại Anh vào tháng 10 năm 1991. Quan hệ truyền thông ban đầu được xử lý bởi Nhóm hỗ trợ Mặt trận Giải phóng Động vật, nhưng sau đó một văn phòng báo chí mới của ALF được thành lập để nhận các khiếu nại về trách nhiệm nặc danh, nhằm tránh các tội danh âm mưu. Tên văn phòng báo chí này được thay đổi và đó là Văn phòng Báo chí Giải phóng Động vật. Sau khi Đạo luật chống khủng bố năm 2000 được đưa ra, để tránh sự chú ý của cảnh sát và để phản hồi lại, văn phòng đã phát hành các tuyên bố thay mặt cho một số nhóm hoạt động, không chỉ riêng ALF.
Robin Webb, trước đây là thành viên của hội đồng cầm quyền RSPCA, hiện điều hành văn phòng báo chí ở Anh.

### Bắc Mỹ
Văn phòng báo chí ở Bắc Mỹ, cũng được biết là NAALPO, được đồng sáng lập vào năm 1994, và mở lại vào tháng 12 năm 2004, bởi Steven Best, phó giáo sư triết học tại Đại học Texas ở El Paso. Các nhân viên báo chí hiện tại gồm có:
- Jerry Vlasak - Bác sĩ phẫu thuật chấn thương và cựu nhà nghiên cứu động vật
- Yeşim Nurova - Cố vấn văn phòng báo chí / Nhà báo với R9 Media / Liên lạc văn phòng báo chí - Châu Âu
- Gregston Van Pukeston  - Nhân viên báo chí / Nhà báo với R9 Media / Liên lạc văn phòng báo chí cho các nhóm hoạt động / hoạt động môi trường.
- Ian Purdy - Cố vấn báo chí / Liên lạc - Quan hệ công chúng

## Mối quan hệ với ALF

Từ viết tắt ALF trong vô chính phủ (anarchy) - biểu tượng A.

Vào tháng 10 năm 2006, sự phân biệt giữa Văn phòng Báo chí Giải phóng Động vật tại Anh và ALF đã bị thẩm vấn khi một thẩm phán Tòa án Tối cao phán quyết rằng Robin Webb bị ràng buộc bởi lệnh cấm biểu tình tại Đại học Oxford. Webb đã lập luận rằng ông là một nhà báo chứ không phải là thành viên của ALF hay nhóm ủng hộ ALF. Theo The Guardian, thẩm phán mô tả Webb là "nhân vật trung tâm và then chốt [trong ALF]" và kết luận rằng "văn phòng báo chí không phải là một báo cáo trung lập hay chỉ đơn giản là một phương tiện cho những người biện hộ cho ALF, mà là một phần quan trọng trong chiến lược của ALF. "  Ngược lại, văn phòng báo chí Bắc Mỹ tuyên bố:
" Nếu văn phòng báo chí có bất kỳ giao dịch trực tiếp nào với thế giới ngầm, biết ai là thành viên của các nhóm ngầm, hoặc chính chúng tôi là thành viên, cơ quan thực thi pháp luật sẽ không ngần ngại buộc tội và bỏ tù chúng tôi. Văn phòng thường xuyên nhận được các thông cáo nặc danh từ các nhóm ngầm này và chuyển chúng cho các phương tiện truyền thông, nhưng không có kiến thức cá nhân về ai gửi chúng hoặc từ nơi chúng được gửi. "